# Berardo Berardi (cantante lirico)
Berardo Berardi (Gualdo Cattaneo, 25 maggio 1878 – Tavernelle, 25 ottobre 1918) è stato un cantante lirico italiano.

## Biografia

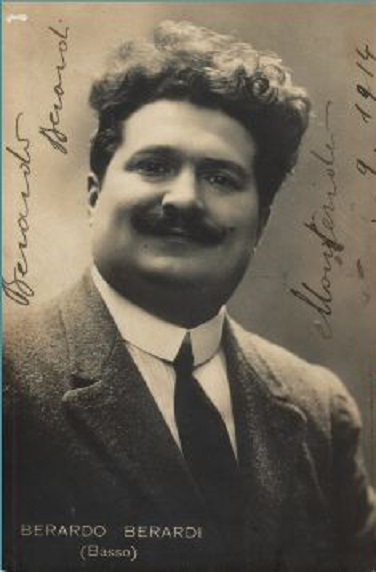
Foto con dedica di Berardo Berardi

Berardo era figlio di Rodolfo Berardi, medico condotto originario di Perugia, e di Amalia Archilli di Tavernelle. Si sposò con Olimpia Toccaceli di Cetona (SI) ed ebbero tre figli Fu il padre Rodolfo ad incoraggiare il figlio al canto, iscrivendolo al liceo musicale di Santa Cecilia, dopo il suo abbandono volontario del seminario a Todi. Qui Berardo Berardi è allievo del baritono Antonio Cotogni figura di primo piano nel panorama lirico internazionale. È ricordato tra i migliori cinque allievi di Antonio Cotogni, tra i quali figurano anche Mattia Battistini, Julián Biel, Enrico Nani e Jean de Reszke. A Roma si cimenta nei suoi primi concerti, esordendo nel 1900 con un brano tratto dalla Norma di Vincenzo Bellini sotto la direzione di Stanislao Falchi. Il 24 marzo 1902 è altresì attestata la presenza di Berardo Berardi alla Sala Accademica di Via dei Greci in un concerto per coro e orchestra con musiche di Gounod, Mozart, Händel e la prima esecuzione in Italia de Le Déluge di Saint-Saëns. Da questo palcoscenico verrà proiettato nei teatri italiani più importanti, quali La Scala, il San Carlo di Napoli e il Costanzi di Roma, interpretando ruoli principali nelle opere verdiane Macbeth, Il trovatore, Don Carlo, Aida; in moltissimi ruoli wagneriani, pucciniani, di Debussy, Gounod e tanti altri. Si è esibito anche sui palcoscenici più prestigiosi d'America. È considerato uno dei figli più illustri di Tavernelle, paese in cui ha abitato fino alla prematura morte, avvenuta per influenza spagnola. Berardo Berardi riposa nella cappella di famiglia presso il cimitero di Mongiovino in Tavernelle.

## Carriera
Debutta in Italia nel 1904 al Teatro Morlacchi di Perugia ne I puritani. Nel 1905 canta al Teatro Municipal di Santiago del Cile nell'opera Zazà di Ruggero Leoncavallo nel ruolo di Duclou. Segue la stagione 1906-1907 al Teatro Costanzi di Roma. Del 1908 è la tournée a Buenos Aires (maggio-agosto) in occasione della riapertura del Teatro Colón, nel giorno del suo 30º compleanno. Sempre del 1908 è l'esibizione a Roma al Teatro Costanzi nella Madama Butterfly, nella quale Puccini si congratula con gli interpreti. Seguono altre esibizioni nel 1909 (Aida, La dannazione di Faust di Berlioz e I maestri cantori di Norimberga) in tournée con la compagnia di Luigi Mancinelli. Dopo la presenza al Teatro Costanzi di Roma negli anni 1908-1909, si hanno di nuovo notizie di Berardo Berardi a partire dal 1912 al Teatro alla Scala di Milano con La fanciulla del West di Giacomo Puccini e nell'anno successivo, sempre alla Scala, in occasione del centenario della nascita di Verdi (1813-1913) con quattro opere: Nabucco, Aida, Otello, Falstaff (direttori Dellera e Serafin). Berardo Berardi figura tra i cantanti impegnati nelle celebrazioni nel corso della stagione scaligera. Nel 1915 Berardo Berardi è di nuovo a Buenos Aires con l'Aida di Giuseppe Verdi, in cui si attesta l'amicizia con il tenore Enrico Caruso, il quale durante il viaggio in nave gli fa una caricatura. Nello stesso anno si conclude anche la stagione 1914-15 al Teatro Costanzi di Roma. Infine nel 1917 Berardo Berardi è nel cast della prima italiana di Mârouf, savetier du Caire di Henri Rabaud al Teatro alla Scala di Milano, ultima opera a cui partecipa e di cui si ha conoscenza.

## Repertorio e debutti
1900 Accademia di Santa Cecilia Roma
Bellini: Norma -  concerto
1904 Teatro Morlacchi Perugia
Bellini: I Puritani
1904 Teatro Verdi di Firenze
Verdi: Macbeth
1905 Teatro Costanzi Roma
Berlioz: La dannazione di Faust
1906 Teatro Costanzi Roma
Verdi: Il trovatore
Giordano: Siberia
Verdi: Un ballo in maschera
Catalani: Loreley
Wagner: L’oro del Reno
1906 Teatro comunale di Bologna
Berlioz: La dannazione di Faust
1907 Teatro Costanzi Roma
Wagner: Il Crepuscolo degli Dei
Massenet: Thais
Puccini: La Bohème
Franchetti: La figlia di Jorio
Bizet: Carmen
1908 Teatro Costanzi Roma
Cilea: Gloria
Verdi: Otello
Puccini: Madama Butterfly
Donaudy: Sperduti nel buio
1908 Teatro Colón di Buenos Aires (data inaugurazione: 25 maggio)
Verdi: Aida 
Puccini: Madama Butterfly
Puccini: Tosca
Verdi: Il trovatore
Mozart: Don Giovanni
1909 Teatro Costanzi Roma
Samara: Rhea
Verdi: Rigoletto
Berlioz: La dannazione di Faust
Puccini: Madama Butterfly
Giordano: Andrea Chénier
Verdi: Aida
Thomas: Amleto
Wagner: La Walkiria
Debussy: Pelléas e Melisanda
1909 Teatro Colón di Buenos Aires
Verdi: Aida
Panizza: Aurora
Berlioz: La dannazione di Faust
1910 Teatro di San Carlo Napoli
Catalani: Loreley
1912 Teatro alla Scala di Milano
Verdi: Don Carlo
Puccini: La fanciulla del West
1913 Teatro Coliseo Buenos Aires
Verdi: Don Carlo
1914 Teatro alla Scala di Milano 
Samreglia: Abisso
1915 Teatro Colón di Buenos Aires
Bizet: Carmen
Verdi: Rigoletto
Donizetti: Lucia di Lammermoor
Massenet: Le jongleur de Notre-Dame
Ambroise: Amleto
Zandonai: Francesca da Rimini
Verdi: Aida
Mascagni: Iris
Puccini: La fanciulla del West
Massenet: Manon
1915 Teatro Costanzi Roma
Massenet: Thais
Puccini: Tosca
Puccini: La fanciulla del West
Zandonai: Francesca da Rimini
Verdi: Rigoletto
Nepomuceno: Abul
1917 24 marzo Teatro alla Scala 
Rabaud: Maruf (ciabattino del Cairo), Libretto di Pierre Népoty. Traduzione italiana di C.Clausetti. Ultima esibizione prima della morte

## Riconoscimenti
Denominazione di luogo pubblico tramite intitolazione dei giardini pubblici di Tavernelle di Panicale (PG) a Berardo Berardi venerdì 8 dicembre 2017. Intitolazione di una targa sulla casa di nascita di Berardo Berardi nel centro storico di Gualdo Cattaneo (PG)  in data 21 ottobre 2018.